# یواس‌اس تانگینگو (اس‌پی-۱۲۶)
یواس‌اس تانگینگو (اس‌پی-۱۲۶) (به انگلیسی: USS Tanguingui (SP-126)) یک کشتی بود که طول آن ۶۳ فوت ۶ اینچ (۱۹٫۳۵ متر) بود. این کشتی در سال ۱۹۱۵ ساخته شد.